# Camping

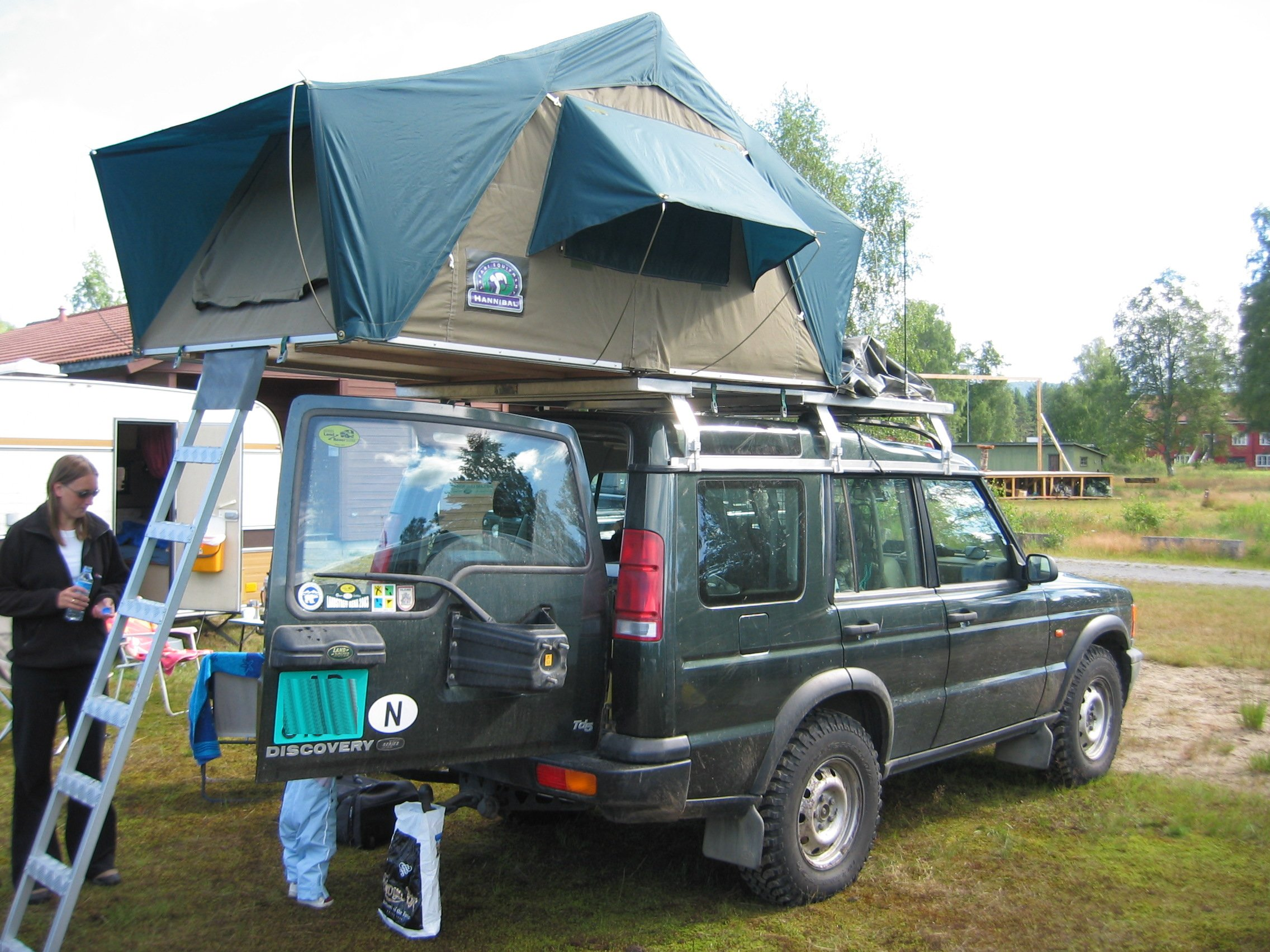
Camping auf einem Platz in Norwegen

Camping (auch Kampieren, von lat. campus „Feld“) bezeichnet eine Form des Tourismus. Die Urlauber übernachten in diesem Fall in Zelten, Wohnwagen oder Wohnmobilen, in Dachzelten oder ausgebauten Vans. Wird in Zelten gecampt, so spricht man auch von Zelten.
Camping wurde Anfang des 20. Jahrhunderts populär und ist mittlerweile eine weitverbreitete Urlaubs- und Reiseform. Inzwischen finden sich weltweit Möglichkeiten, auf Campingplätzen, oft in landschaftlich reizvollen Lagen (zum Beispiel auch in Natur- und Nationalparks) zu übernachten. Campingplätze stellen – wie auch manche Reisemobil-Stellplätze – sanitäre und elektrische Versorgungseinrichtungen zur Verfügung. Campingplätze gibt es für jeden Geschmack von der einfachen Wiese mit Waschhaus bis zu hoch komfortablen Einrichtungen mit Supermärkten, Restaurants, eigenem Schwimmbecken sowie Fernsehanschluss und Internetangebot (meist WLAN). Übernachtungen auf Campingplätzen sind in der Regel preiswerter als in Hotels; die Preise haben sich allerdings in den begehrten Urlaubsregionen und bei komfortablen Angeboten in der Hauptsaison angenähert.
In den meisten Ländern Europas ist Kampieren außerhalb dafür vorgesehener Einrichtungen (Wildes Campen) nicht erlaubt oder unter strengen Auflagen gestattet.

## Definition

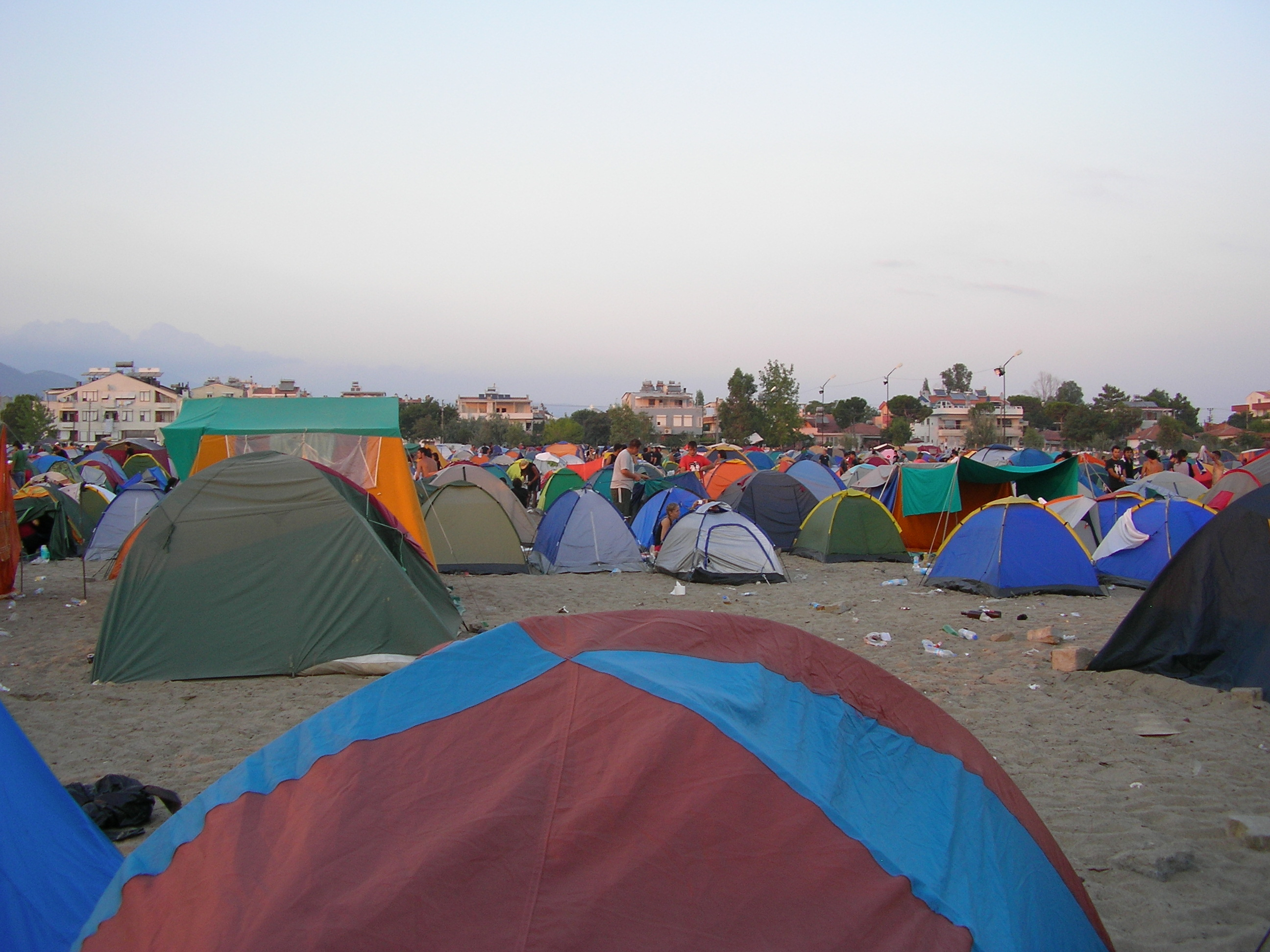
Ein Zeltplatz in der Türkei

Der Begriff Camping umfasst eine sehr breite Spanne von Aktivitäten. Ihnen allen ist gemeinsam, nicht in Gebäuden zu übernachten, sondern die Zeit in der freien Natur oder auf – möglichst naturnahen – für das Campen vorgesehenen Einrichtungen zu verbringen. Dazu gehören einfaches Zelten in der freien Natur, bei dem der Camper nur einfache Hilfsgegenstände wie ein Zelt, einen Schlafsack, Kochgeschirr und so weiter nutzt bis hin zum Aufenthalt mit hochkomfortablen Wohnwagen oder Wohnmobilen auf nicht weniger komfortablen Campingplätzen.
Camping kann allein um des Campings willen durchgeführt werden. Oftmals wird es aber auch mit Sport oder anderen Aktivitäten wie Angeln, Schwimmen, Wandern, Sightseeing oder verschiedenen anderen Aktivitäten auf einem Campingplatz – zum Beispiel Grillen – verbunden.
Personen, die der Freizeitbeschäftigung „Camping“ nachgehen, bezeichnen sich gerne als Camper.
Camping kann die mehrwöchige Gestaltung eines Urlaubes bedeuten. Es kann aber auch die bevorzugte Übernachtungsform eines Reisenden sein. Die Spanne reicht vom Wanderer und „Rucksacktouristen“ sowie Reisenden per Fahrrad, Motorrad oder Boot mit entsprechend einfacher und leicht gehaltener Campingausrüstung bis zum Camper, der mit Wohnwagen oder Wohnmobil reist.
Eine Sonderform des Campens ist das Dauercampen. Beim Dauercampen hat sich der Camper mit seinem Wohnwagen dauerhaft auf einem Campingplatz niedergelassen und besucht diesen in der Regel auch mehrmals im Jahr beziehungsweise verbringt dort längere Zeitabschnitte. Als Camp wird hingegen eine ortsfeste Einrichtung bezeichnet, die zwar provisorischen Charakter hat, aber nicht der Freizeitgestaltung dient und nicht im eigentlichen Sinne mit dem Camping zu vergleichen ist. Ebenso wird die Übernachtung in Kraftfahrzeugen zur Erhaltung oder Wiedererlangung der Fahrtüchtigkeit nicht als Camping verstanden.

## Geschichte des Campens

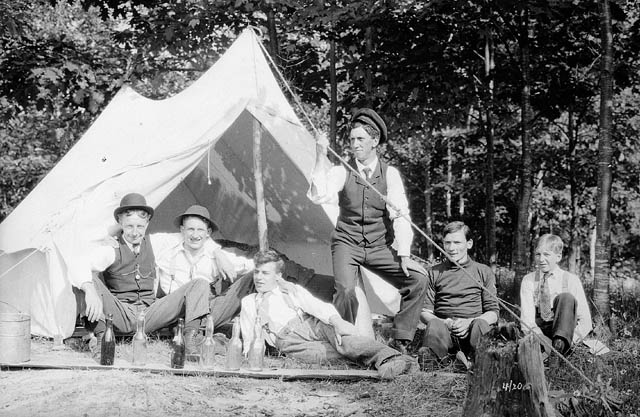
Campen in Kanada im Jahr 1907

gustaf nagel, erster Camper am Steinhuder Meer (1907)

Camping entstand Anfang des 20. Jahrhunderts, als nach dem Ersten Weltkrieg der Aufschwung mit den Goldenen Zwanzigern Einzug in Deutschland hielt. Erstmals konnte sich der Normalverbraucher Urlaub leisten, zuvor hatten Arbeitnehmer keinen gesetzlichen Urlaubsanspruch. Es lag nahe, in der freien Natur kostengünstig zu regenerieren. Man campte relativ einfach, mit Zelten und einfachen Gegenständen zur Erholung wie Faltbooten. Es entstand die sogenannte „Wochenendbewegung“. So waren es auch die Faltbootfirmen und die Anhänger dieses Sports, die die Ausrüstung entwickelten. Die Faltboothersteller bauten ihre Zelte, die zuvor nur aus einfachen Zeltbahnen bestanden hatten, wie die Häute ihrer Boote. Oben aus dichtgewebter Baumwolle und mit einem Boden aus Gummi. Die Faltbootpioniere Carl Joseph Luther und Hans Berger (Firma Sport Berger) erfanden das notwendige Zubehör: Den Daunenschlafsack und die Luftmatratze.

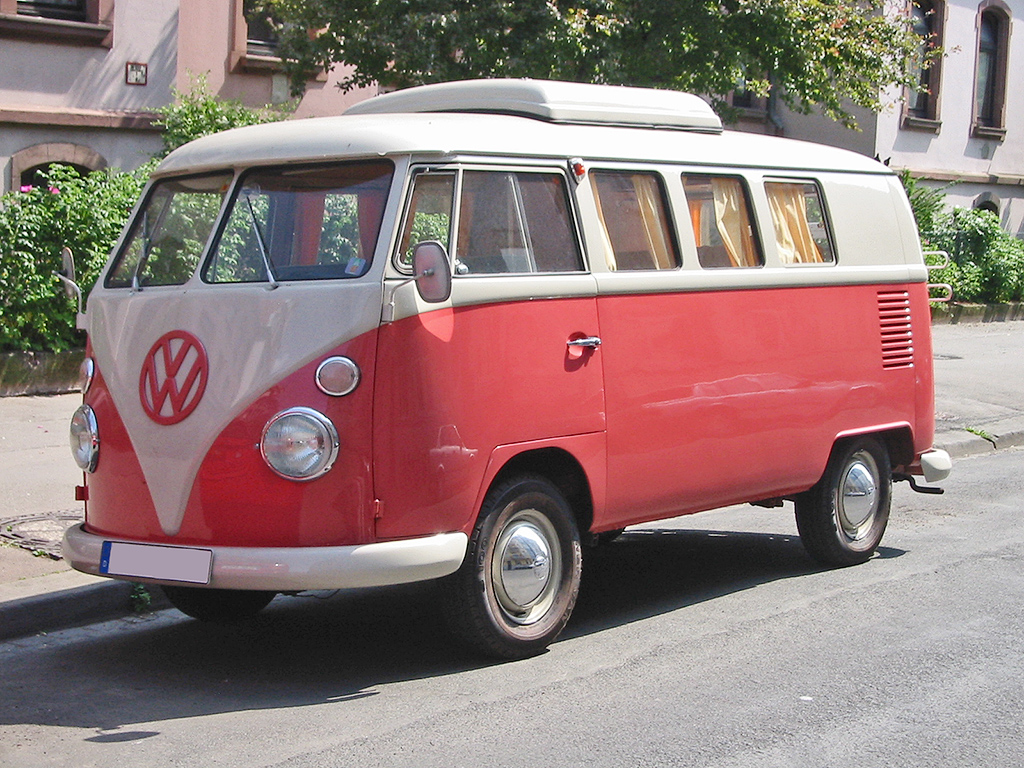
Eines der ersten Reisemobile, der VW-Bus T1, Campingbus mit Hubdach

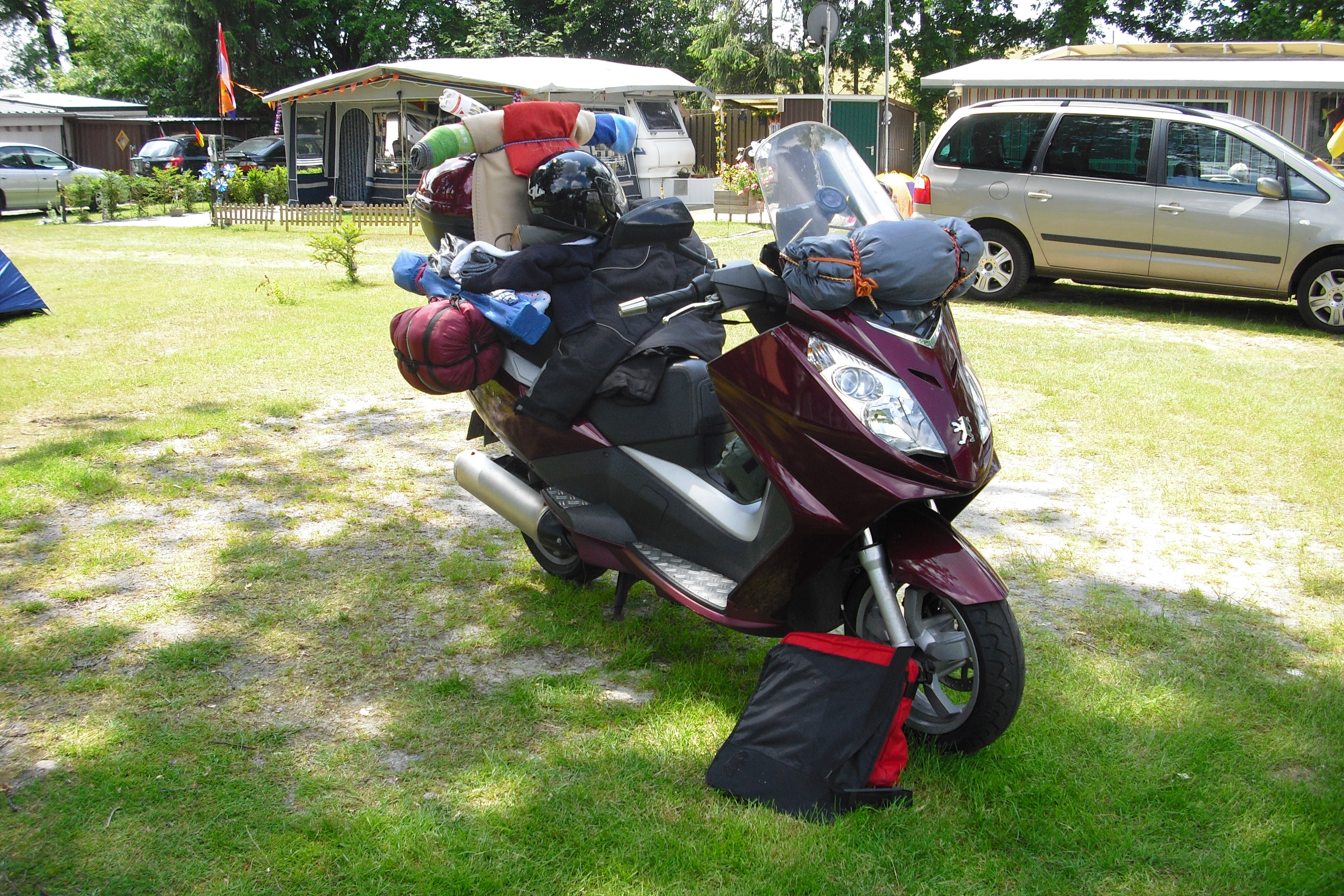
Motorroller im Campingeinsatz (2010)

Durch den Zweiten Weltkrieg wurde die Entwicklung unterbrochen, erst nach Kriegsende und mit dem einsetzenden Wirtschaftswunder konnte sich die breite Masse wieder Urlaub leisten. Erstmals wurden Pkws umgebaut und mit Campingutensilien ausgestattet. Der im Jahr 1931 erfundene Wohnwagen trat seinen Siegeszug an. Es entstanden Begriffe wie „Stoffvilla“ oder „Haus am Haken“. In den 1960er Jahren entstand eine auf Camping spezialisierte Industrie. Es wurden extra Fahrzeuge wie der VW-Bus für das Camping umgebaut, das Camping wurde technisiert und durch Neuerungen wie die Bordtoilette komfortabler. In den letzten Jahrzehnten wuchs die Anzahl der Campingplätze; deren Einrichtungen wurden vielfältiger und komfortabler. Ebenso entwickelte sich das Angebot der Campingfahrzeuge und der Campingausrüstungen stetig weiter. In der DDR war der Camping-Urlaub auch aufgrund des Mangels an offiziellen Ferienplätzen sehr populär. Laut DDR-Historiker Stefan Wolle gab es Ende der 1980er Jahre 529 Zeltplätze in der DDR mit 20 Millionen Übernachtungen. Daneben waren auch die CSSR und der ungarische Plattensee beliebte Campingziele der Ostdeutschen.

## Glamping
Der Begriff Glamping ist ein Kofferwort für englisch „glamourous camping“ für ‚luxuriöses Campen‘ und bezeichnet luxuriöse Formen des Zelt-Campings.
Der Begriff kam um das Jahr 2005 in Großbritannien auf und wurde 2016 ins Oxford English Dictionary aufgenommen.

## Wintercamping
Unter Wintercamping versteht man das Campen im Winter beziehungsweise bei sehr niedrigen Temperaturen in Schnee und Eis. Wintercamping wird oft mit Wintersportarten verbunden.

## Vanlife
Eine Sonderform des Campings ist das Wohnen und Reisen in einem Freizeitfahrzeug – vorwiegend in einem Wohnmobil – bei Aufgabe eines festen Wohnsitzes. Gründe können Wohnungsnot oder auch Abenteuer- und Reiselust sein. „Freies Stehen“ wird gegenüber dem Aufenthalt auf Camping- oder Wohnmobilstellplätzen bevorzugt. In den USA wurde für diese Lebensform der Begriff „Vanlife“ geprägt.
Inzwischen wird der Begriff erweitert verwendet und beschreibt einen verstärkt zu beobachtenden Trend, mit einem nur einfach – oft selbst – ausgebauten Fahrzeug zu reisen und Camping- oder Wohnmobilstellplätze möglichst zu meiden. Naturnähe und Einfachheit stehen im Vordergrund.

## Rechtliche Situation
Die Gestattung von Camping gestaltet sich von Land zu Land, teilweise auch von Gemeinde zu Gemeinde unterschiedlich. Grund hierfür ist die gesetzliche Regelungskompetenz, welche sich in jedem Land unterscheidet. So ist die Regelung des Campens in Italien beispielsweise Sache der Kommunen, in Deutschland bestimmen Landes- und Bundesgesetze, wo Camping gestattet ist und wo nicht.
In den meisten europäischen Ländern ist Camping lediglich auf behördlich genehmigten Campingplätzen und gegebenenfalls mit Zustimmung des Grundeigentümers auf Privatgrundstücken zulässig.

### Deutschland

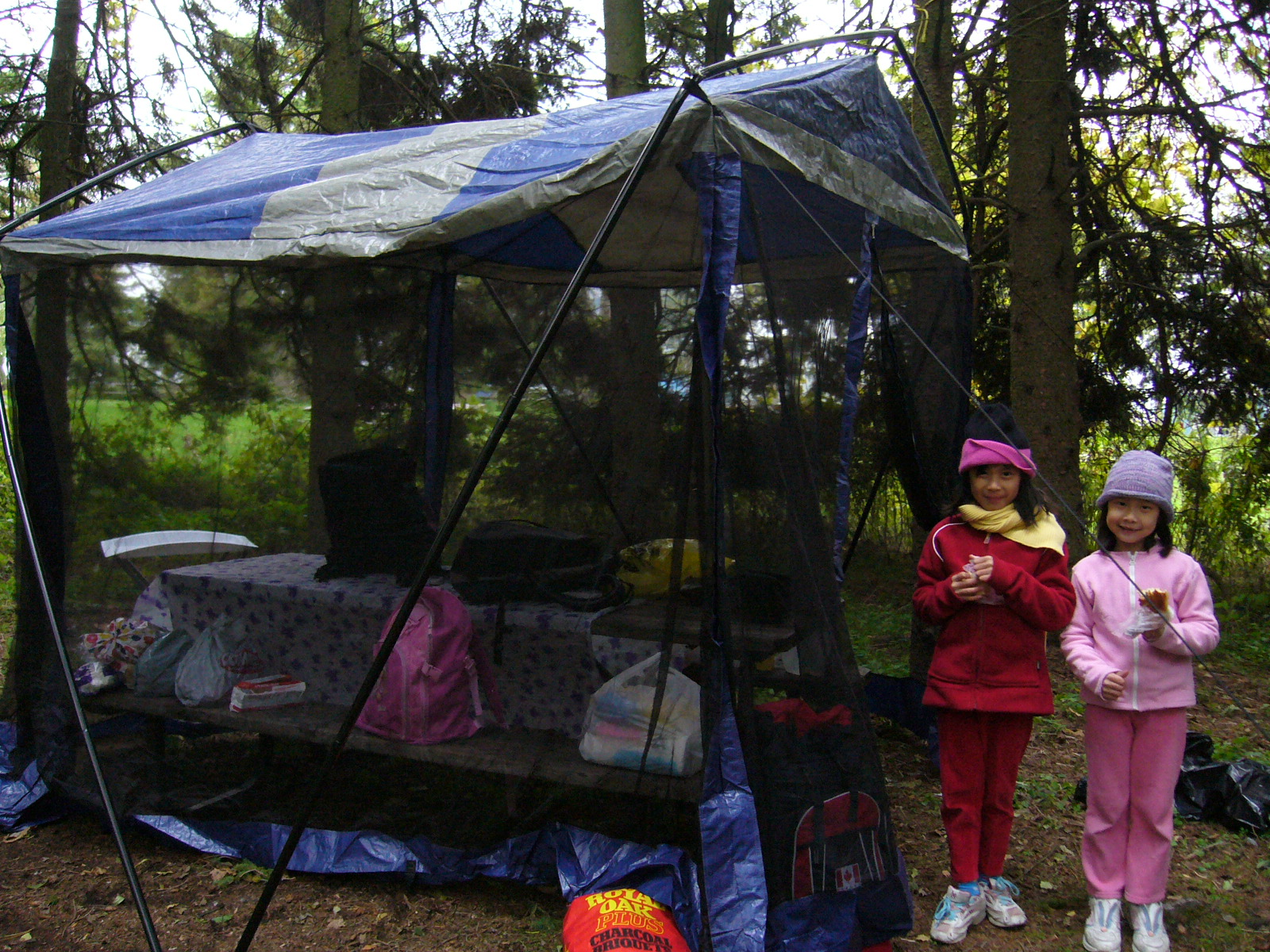
Ein Zelt mit Moskitonetzen zum Schutz vor Insekten

In Deutschland richten sich Verbote auf öffentlichen Straßen nach der StVO oder der StVZO. In Wohnmobilen und Campinganhängern ist das einmalige Übernachten im Wohnwagen (bei angekuppeltem Zugfahrzeug) oder in einem Reisemobil auf Raststätten und Parkplätzen geduldet. Außerhalb von Camping- beziehungsweise Stellplätzen sowie Privatgrundstücken ist der Aufenthalt mit einem Wohnmobil/Wohnanhänger nur für die „Wiederherstellung der Fahrtüchtigkeit“ gestattet. Es darf dabei allerdings kein Aufbau von Trittstufen, Stühlen/Tischen, Grill oder zum Beispiel Markisen stattfinden. Caravans dürfen in Deutschland auf öffentlichem Grund bis zu 14 Tage an einer Stelle stehen und müssen dann wie jeder normale Pkw-Anhänger gemäß § 12 Absatz 3b der Straßenverkehrsordnung entfernt werden.
Für Wohnmobile gelten bei den Übernachtungen die gleichen Bedingungen wie für Wohnwagen. Nur das Abstellen ist bei Wohnmobilen wie bei einem Pkw frei von Zeiten gestattet. Zwar gibt es den Begriff „Wildes Campen“ im deutschen Recht nicht, aber ein Aufenthalt im öffentlichen Verkehrsraum, der über das zur Wiederherstellung der Fahrtüchtigkeit notwendige Maß hinausgeht, gilt als unerlaubte Sondernutzung und stellt eine Ordnungswidrigkeit dar.

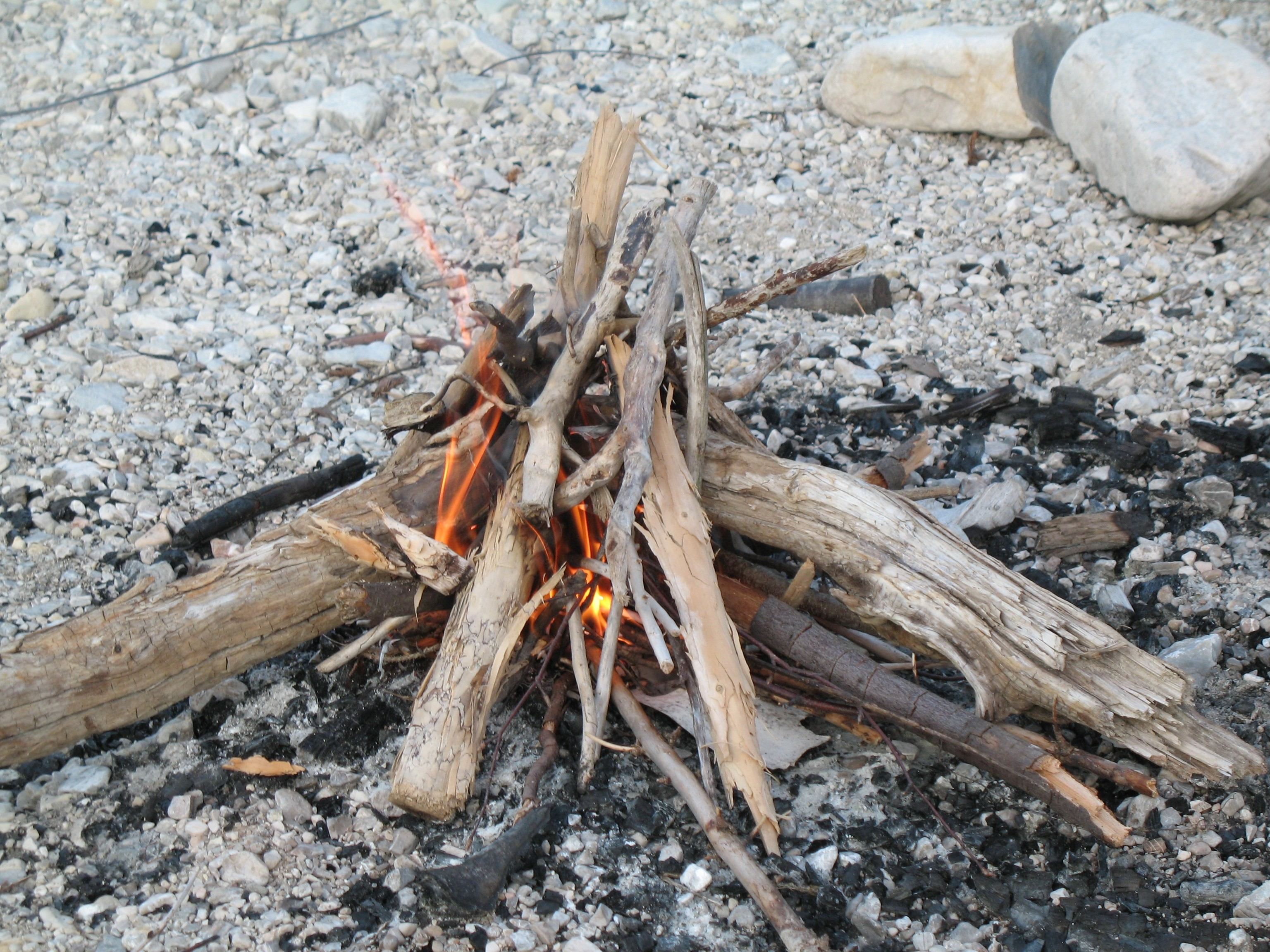
Oft verboten: Wilde Feuerstellen

Campen an anderen Orten außerhalb der dafür vorgesehenen Einrichtungen kann unter Umständen als Ordnungswidrigkeit nach den (Landes-)Wald- oder Naturschutzgesetzen bis hin zur Straftat wie Sachbeschädigung und Hausfriedensbruch verfolgt werden. Dies gilt auch für typische Begleithandlungen wie das Entzünden eines Lagerfeuers oder das Hinterlassen von Abfall.
Wo Camping in freier Natur weder ausdrücklich erlaubt noch verboten ist, ist es mit Genehmigung des Grundstückseigentümers zulässig. Ausdrücklich verboten ist Camping in vielen Schutzgebieten. In Baden-Württemberg (§ 44(1) NatSchG), Brandenburg (§ 22(4) BbgNatSchAG, § 44(4)1 BbgNatSchG) und Schleswig-Holstein (§ 37 LNatSchG) verbieten die Landesnaturschutzgesetze Campen in freier Landschaft, also außerhalb geschlossener Ortsteile, generell. Bei Verstößen können Bußgelder verhängt werden. In den Bundesländern Brandenburg, Mecklenburg-Vorpommern und Schleswig-Holstein erlauben die Landesnaturschutzgesetze jedoch nicht motorisierten Reisenden (Wanderern, Radwanderern, Kanuwanderern, Reitern und so weiter), für eine Nacht Zelte auch in freier Landschaft aufzustellen, sofern keine besonderen Schutzvorschriften entgegenstehen und das Zelten „privatrechtlich erlaubt“, also vom Grundstückseigentümer gestattet ist. In Mecklenburg-Vorpommern sind Nationalparke, Nationale Naturmonumente und Naturschutzgebiete generell von dem Zeltrecht ausgenommen, in Küstendünen und auf Strandwällen ist das Zelten verboten. In Schleswig-Holstein ist das Zelten in Küstendünen, auf Strandwällen und auf dem Meeresstrand verboten.
Ob das Übernachten ohne Zelt (zum Beispiel mit Tarp, Biwaksack, Schlafsack, Hängematte) in freier Natur von dem allgemeinen Betretensrecht in den Landesnaturschutzgesetzen abgedeckt ist und deshalb keiner Genehmigung bedarf, wird unterschiedlich beurteilt. Es stellt jedenfalls keine Ordnungswidrigkeit dar.

### Österreich
Campieren hat in Österreich, die Hälfte der Campierenden kommt aus Österreich selbst, in den letzten Jahren (Stand 2014) deutlich zugenommen. Bedeutend ist auch Campen im Zuge von eventuell mehrtägigen Großveranstaltungen wie Konzerten.
Wildes Campen ist in Österreich grundsätzlich untersagt; Campen ist nur auf ausgezeichneten Plätzen gestattet. Das gilt insbesondere für sämtliche Waldflächen im Bundesgebiet (inkl. Forststraßen), wo das Übernachten gem. § 33 Forstgesetz ohne Zustimmung des Eigentümers gesetzlich verboten ist.
Die Zuständigkeit zum Erlassen der gesetzlichen Regeln liegt bei den Bundesländern, weshalb die Regeln auch innerhalb Österreichs variieren können. Einmaliges Übernachten im Wohnmobil ist auf der Durchreise außerhalb von Campingplätzen im Allgemeinen nicht gestattet, insbesondere nicht in Wien, Tirol und auch nicht in den Nationalparks und Landschaftsschutzgebieten.

#### Rechtliche Situation in den einzelnen Bundesländern
In den 1990er Jahren wurde freies Kampieren zunehmend durch Campier- oder Campingverordnungen der Länder geregelt. Als Faustregel galt um 1993: Bis zu etwa 3 Zelten, 9 Personen, 3 Nächte wird außerhalb eines bewilligten Campingplatzes toleriert, sofern der Grundstückseigentümer zustimmt, das Ortsbild nicht beeinträchtigt und der Anstand nicht verletzt wird. Gemeinden können davon abweichende Regelungen treffen. Heute ist das Übernachten in Zelten, Wohnwägen oder Wohnmobilen außerhalb von Camping- und Stellplätzen fast überall gesetzlich verboten, auch auf Parkplätzen. Dies gilt auch, wenn keinerlei campingartiges Verhalten wie z. B. ein Ausfahren Markisen usw. erkennbar ist.

##### Oberösterreich
In Oberösterreich wurde das Campingrecht durch die Novelle des OÖ. Tourismusgesetzes am 1. Juli 2021 in LGBl.Nr. 62/2021 neu geregelt. Grundsätzlich wurde dabei den Gemeinden die Möglichkeit eingeräumt, wildes Campieren in bestimmten Gebieten mit Verordnung gänzlich zu untersagen.
Gänzlich untersagt ist das Aufstellen von Wohnwagen und Wohnmobilen ohne Anzeige (Kosten: EUR 70,- pro Anzeige, Strafrahmen: EUR 7.000,-) bei der Behörde im Grünland außerhalb des geschlossenen Ortsgebietes, in Natur- und Landschaftsschutzgebieten, in einem 500 m breiten Streifen rund um sämtliche Seen, in einem 200 m breiten Streifen entlang der Ufer von Donau, Inn und Salzach, sowie in einem 50 m breiten Streifen entlang der Ufer sonstiger Flüsse und Bäche.
Jedoch ist wildes Campieren in der Regel auch abseits der Verbotsgebiete rechtlich nur unter besonderen Voraussetzungen legal. Zu beachten ist insbesondere, dass auch das Übernachten im Wohnmobil oder Wohnwagen zum Campieren zählt, und zwar auch dann, wenn man keine Markise ausfährt oder Campingstühle aufstellt (§ 70 Abs. 1 OÖ Tourismusgesetz: Gestattet ist nur das kurze Verweilen bis zu 90 Minuten).
Grundsätzlich haben Gäste über 16 Jahren bei der Übernachtung eine Ortstaxe (Kurtaxe) in Höhe von 2 Euro pro Person an die Gemeinde zu entrichten (§ 47 OÖ Tourismusgesetz). Die Abgabenpflicht gilt auch für das Campieren, und zwar gem. § 70 Abs. 1 Z. 2 OÖ Tourismusgesetz auch außerhalb von Camping- oder Stellplätzen auf allen Flächen, wo das „Campieren“ (also Verweilen länger als 90 Minuten) nur toleriert wird. Selbst dann, wenn dort keine Gebühr für die Übernachtung bzw. das Parken eingehoben wird. Abgabenpflichtig ist der Gast selbst (§ 47 Abs. 2 OÖ Tourismusgesetz). Gästen, die ihrer Abgabenpflicht nicht nachkommen, egal ob sie nun auf einem Campingplatz verweilen oder nur auf einer Fläche, wo sie stillschweigend toleriert werden, droht eine Verwaltungsstrafe in Höhe von bis zu EUR 3.000,- (§ 83 Abs. 2 OÖ Tourismusgesetz). Strafbar macht sich auch der Besitzer der Grundflächen, auf denen wildes Campieren ohne Einhebung der Ortstaxe und ohne Umsetzung der gesetzlichen Meldepflichten toleriert wird.

##### Wien
In Wien ist gemäß § 1 der Kampierverordnung 1985 wildes Campieren gänzlich untersagt. Zum wilden Campieren zählt neben jeglichem Aufstellen von Zelten, Wohnmobilen oder Wohnwagen zum Wohnen oder Schlafen auch das bloße Auflegen eines Schlafsacks. Der Strafrahmen für diese Verwaltungsübertretung beträgt bis zu 700 € und kann auch durch Abnahme der hierfür verwendeten Gegenstände erfolgen.

##### Tirol
In Tirol ist gem. § 1 Abs. 1 des Tiroler Campinggesetzes 2001 das Campieren außerhalb von Campingplätzen gänzlich untersagt, auch ein Grundbesitzer kann keine Erlaubnis erteilen bzw. ist eine solche unerheblich – er muss zuerst einen Campingplatz nach dem Gesetz einrichten. Zum Campieren zählt auch das reine Nächtigen.

##### Niederösterreich
In Niederösterreich ist gem. § 6 Z. 3 NÖ Naturschutzgesetz 2000 außerhalb von Siedlungsgebieten und Campingplätzen das Aufstellen von Wohnwagen, Wohnmobilen oder Zelten gänzlich verboten.

##### Kärnten
In Kärnten ist gem. § 15 Abs. 1 des Kärntner Naturschutzgesetzes 2000 das Aufstellen von Zelten, Wohnwagen oder Wohnmobilen in der freien Landschaft außerhalb von Campingplätzen verboten.

##### Burgenland
Im Burgenland ist es außerhalb des Ortsgebietes bzw. von Campingplätzen verboten, Wohnwagen oder Wohnmobile abzustellen oder zu campieren.

##### Salzburg
Im Bundesland Salzburg richtet sich das Aufstellen von Zelten, Wohnwagen und Wohnmobilen zum Zweck des Aufenthaltes und des Übernachtens in erster Linie nach den Verordnungen der jeweiligen Gemeinde. Abgesehen vom österreichweiten Verbot des Wildcampierens in Wäldern, sowie dem Verbot des Aufstellens von Wohnwagen und Wohnmobilen in allen Schutzgebieten, existiert in Salzburg kein spezielles landesweites Verbot. Es ist daher bei der jeweiligen Gemeinde zu erfragen, ob in bestimmten Gemeindegebieten in Zelten oder Wohnwägen übernachtet werden darf. Verordnungen von Gemeinden sind nicht immer im Internet veröffentlicht. In der Stadt Salzburg ist das Übernachten in Zelten oder Wohnwägen jedenfalls mit Verordnung untersagt.

##### Steiermark
In Teilen der Steiermark ist das Übernachten mit Zelten, Wohnwägen oder Wohnmobilen außerhalb von Wäldern nicht explizit verboten. Das gilt nicht für sämtliche Naturschutzgebiete (ca. 15 % des Territoriums), wo die Übernachtung in Zelten oder Wohnwägen gesetzlich verboten ist. In Landschaftsschutzgebieten (ca. 45 % des gesamten Territoriums) ist das Übernachten maximal für eine Nacht ohne behördliche Bewilligung gestattet. Eine länger als dreitägige Aufstellung von Zelten oder Wohnwägen außerhalb von Campingplätzen bedarf jedoch in allen Fällen einer vereinfachten Baubewilligung.

##### Vorarlberg
Im Bundesland Vorarlberg existiert außerhalb von Wäldern kein landesweites Verbot des Wildcampierens. Jedoch können die Gemeinden Verordnungen zum Verbot des Wildcampierens erlassen (§ 14 Campingplatzgesetz). Es ist daher bei der jeweiligen Gemeinde zu erfragen, ob in bestimmten Gemeindegebieten in Zelten oder Wohnwägen übernachtet werden darf. Verordnungen von Gemeinden sind nicht immer im Internet veröffentlicht. Zu beachten ist, dass auch in sämtlichen Vorarlberger Europa-, Natur- und Landschaftsschutzgebieten das Aufstellen von Zelten und Wohnwägen (dazu zählen auch Wohnmobile) gesetzlich verboten ist. Ca. 40 % der Landesfläche sind als Schutzgebiete ausgewiesen.

### Italien
In Italien ist das Wildcampen generell verboten und kann mit einem Bußgeld in Höhe von 100 bis 500 Euro geahndet werden. Besonders in touristischen Gegenden wird streng auf die Einhaltung des Verbots geachtet. Allerdings ist, ähnlich wie in Deutschland, das Campen auf einem Privatgelände erlaubt, wenn der Besitzer damit einverstanden ist. Ob der Abschnitt 2 des Artikels 185 des Codice della Strada das einmalige Übernachten zur Wiederherstellung der Fahrtüchtigkeit gestattet, ist umstritten. Es gelten zudem vielfache, örtliche Einschränkungen.

### Schweiz
In der Schweiz gibt es das Jedermannszutrittsrecht nach Art. 699 ZGB, welches es jeder Person im Prinzip gestattet, im Freien zu übernachten, soweit dabei keine Schäden entstehen oder Abfälle zurückbleiben. Dieses Recht ist allerdings in zahlreichen Kantonen durch Verbote eingeschränkt: Im Nationalpark, in Jagdbanngebieten, Naturschutzgebieten und während der Ruhezeit in Wildruhezonen darf weder campiert noch biwakiert werden; beziehungsweise dürfen die Wege ohnehin nicht verlassen werden. Dort, wo es erlaubt ist, wird empfohlen, die Genehmigung des Grundstückeigentümers einzuholen. Außerhalb der Verbotszonen ist eine einzelne Übernachtung einer kleineren Personengruppe oberhalb der Waldgrenze unproblematisch. Aus Rücksicht auf Wildtiere und sensible Ökosysteme wird davon abgeraten, in Auen, in Feuchtgebieten, direkt an der oberen Waldgrenze sowie in der Nähe von Felsen zu übernachten. Der Schweizer Alpen-Club gibt dazu ein Merkblatt heraus.

### Skandinavien, Schottland
In den nordischen Ländern mit Ausnahme Dänemarks und in Schottland hat sich im Laufe der Geschichte ein Nutzungsrecht für öffentlich zugängliche Bereiche in der Natur entwickelt. Dieses sogenannte Jedermannsrecht erlaubt es unter bestimmten Voraussetzungen, auf unkultiviertem Land vorübergehend zu campen, auch wenn dieses Land in Privatbesitz ist. Voraussetzungen sind beispielsweise, dass nichts beschädigt wird und keine Abfälle zurückgelassen werden. Um näher als 150 Meter an einem bewohnten Haus (auch Ferienhütten zählen dazu) campen zu dürfen, muss die Einwilligung der Bewohner eingeholt werden. Das Befahren von unkultiviertem Land mit Motorfahrzeugen ist grundsätzlich nicht zulässig.

### Kroatien
In Kroatien achtet die Polizei streng darauf, dass im Tourismusgebiet nicht im Auto übernachtet wird.

## Statistiken
Für viele Staaten weltweit ist der Tourismus generell und das Camping im Speziellen eine wichtige Einnahmequelle.

### Deutschland

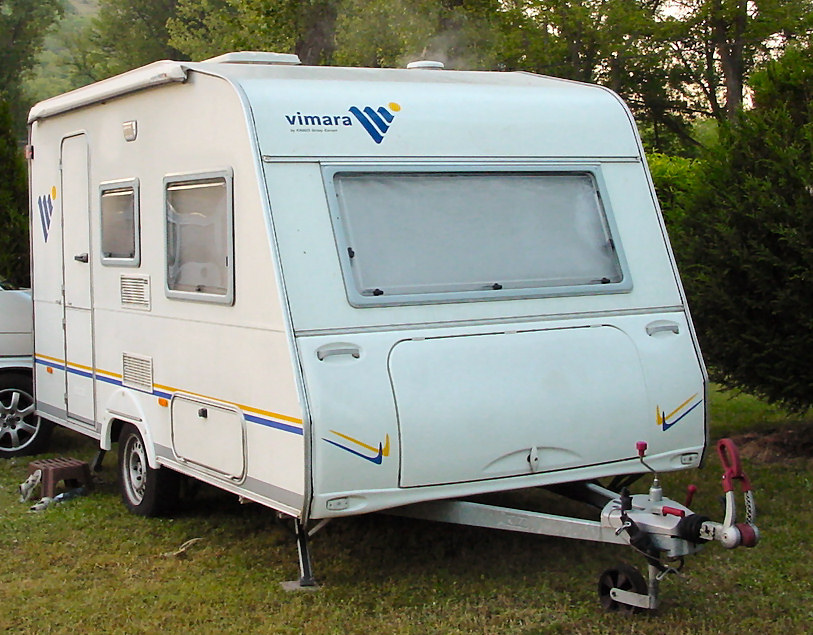
Camping mit dem Wohnwagen

Im Corona-Jahr 2020 wurden nach Angaben des Statistischen Bundesamtes rund 9,7 Millionen Gästeankünfte (ein Anstieg von mehr als 40 % über die letzten 10 Jahre und eine Abnahme von ca. 13 % gegenüber dem Vorjahr) auf deutschen Campingplätzen mit insgesamt etwa 34 Millionen Übernachtungen (ein Anstieg von etwa 40 % über die letzten 10 Jahre und eine Abnahme von ca. 5 % gegenüber dem Vorjahr) gezählt. Gäste aus dem Inland machten mit etwa 9 Millionen Ankünften (etwa 92 Prozent aller Ankünfte) und etwa 32 Millionen Übernachtungen (etwa 94 Prozent aller Übernachtungen) den größten Teil der Campingtouristen aus. Aus dem Ausland wurden insgesamt etwa 733 Tausend Ankünfte und etwa 2,2 Millionen Übernachtungen gezählt. Diese Ergebnisse umfassen nur das Tourismuscamping und nicht das Dauercamping. Deutsche Touristen blieben mit durchschnittlich 3,5 Übernachtungen deutlich länger als Gäste aus dem Ausland, die durchschnittlich 3 Nächte auf den Campingplätzen verbrachten. 2020 gab es in Deutschland etwa 2.860 Campingplätze mit einer Anzahl von etwa 209.000 Stellplätzen. Mit 42,3 Millionen Gästeübernachtungen wurde 2023 ein neuer Rekord aufgestellt. Der Anteil an allen Gästeübernachtungen lag bei 8,7 Prozent.
Die Niederländer waren 2020 die mit Abstand wichtigste Gästegruppe unter den ausländischen Campingtouristen: Etwa jeder zweite ausländische Gast auf deutschen Campingplätzen kam aus den Niederlanden. Mit deutlichem Abstand lagen die Schweizer an der zweiten Stelle, gefolgt von den Belgiern.
Der Gesamt-Jahresumsatz der deutschen Campingplätze liegt bei knapp 400 Millionen Euro pro Jahr.
Aus einer Umfrage der BAT Stiftung für Zukunftsfragen aus dem Jahr 2022 geht hervor, dass bereits gegenwärtig mehr als jeder fünfte Bundesbürger bzw. jede fünfte Bundesbürgerin (21 %) wenigstens einmal im Jahr campen geht. Besonders Familien interessieren sich für diese Art von Urlaub, wobei das Interesse an einem Urlaub in der Natur generell in Deutschland gestiegen ist.

### Österreich
Im Tourismusjahr 2021/2022 verzeichnete Österreich auf insgesamt 673 Campingplätzen Höchstwerte von etwa 2 Millionen Ankünften und 7,9 Millionen Übernachtungen.
Parallel dazu wuchs der Bestand an Wohnmobilen und Caravans in Österreich auf ca. 81.300. In den Jahren 2021 und 2022 wurden jeweils rund 9.300 neue Campingfahrzeuge zugelassen.
Fast 50 % aller Camper in Österreich verbringen ihren Urlaub über einen Zeitraum von mehr als 21 Nächten pro Jahr. Für 79 % von ihnen stellt die Mobilität den Hauptgrund zum Campen dar.

### Schweiz
Innerhalb der Schweiz kamen Deutsche und Niederländer im Jahr 2010 mit 33 Prozent aller Übernachtungen nach den Schweizern mit 53 Prozent aller Übernachtungen auf Platz zwei und drei.
Im Jahre 2010 wurden insgesamt 3,328 Millionen Übernachtungen gezählt, 2009 waren es mit 3,65 Millionen Übernachtungen 10,2 Prozent mehr. 28 Prozent aller Gäste übernachteten im Tessin (etwa 921.000), danach folgten das Wallis (etwa 523.000 Übernachtungen oder 16 Prozent) und das Berner Oberland (etwa 365.000 Übernachtungen oder 11 Prozent).
Der durchschnittliche Gast übernachtete 3,5 Tage in der Schweiz, wobei das Tessin einen Wert von durchschnittlich 4,5 Tagen verbuchen konnte, die Zentralschweiz hingegen nur 2,4 Tage.

## Campingausrüstung

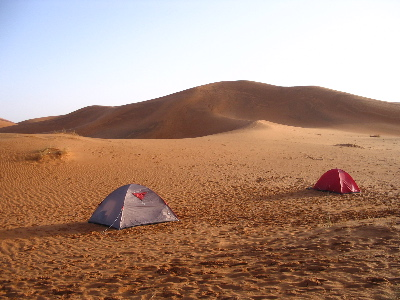
Camping in der algerischen Sahara

Üblicherweise werden beim Zelten und Trekking verwendet:
- Zelt (inklusive Zeltnägeln/Heringen)
- Schlafsack
- Isomatte beziehungsweise Luftmatratze
- Kocher
- Hammer

Zur Campingausrüstung zählen in der Regel auch Campingstühle und Campingtische. Hierbei handelt es sich um spezielle Konstruktionen, die die Anforderungen an einen mobilen Outdoor-Einsatz erfüllen. Damit sie nur wenig Stauraum beanspruchen, kann man Campingstühle und -tische beispielsweise zusammenfalten beziehungsweise zusammenklappen. Das so genannte Packmaß, also das Abmaß im zusammengeklappten Zustand, ist dabei relativ klein. Zudem sind Campingstühle und -tische idealerweise aus wetterfesten Materialien gebaut. Des Weiteren sind sie im optimalen Fall leicht, weshalb die Gestänge häufig aus Aluminium bestehen. Die Tischplatten bei Campingtischen sind üblicherweise aus Kunststoff gefertigt.